# Lacmellea densifoliata
Lacmellea densifoliata là một loài thực vật có hoa trong họ La bố ma. Loài này được (Ducke) Markgr. mô tả khoa học đầu tiên năm 1941.